# Jugoslavia ai Giochi della XVI Olimpiade
La Jugoslavia ha partecipato ai Giochi della XVI Olimpiade che si sono svolti a Melbourne dal 22 novembre all'8 dicembre 1956 
con una delegazione di 35 atleti, di cui 3 donne, impegnati in 8 discipline,
aggiudicandosi 3 medaglie d'argento.

## Medagliere

### Per discipline
| Sport            | Oro | Argento | Bronzo | Totale |
| ---------------- | --- | ------- | ------ | ------ |
| Atletica leggera | 0   | 1       | 0      | 1      |
| Calcio           | 0   | 1       | 0      | 1      |
| Pallanuoto       | 0   | 1       | 0      | 1      |
| Totale           | 0   | 3       | 0      | 3      |

### Medaglie
| Medaglia | Atleta         | Sport            | Evento          |
| -------- | -------------- | ---------------- | --------------- |
| Argento  | Franjo Mihalić | Atletica leggera | Maratona        |
| Argento  | Jugoslavia     | Calcio           | Torneo maschile |
| Argento  | Jugoslavia     | Pallanuoto       | Torneo maschile |

## Risultati

### Calcio
| Atleta | Classifica |                       |
| --- | --- | --------------------- |
| V · D · M Nazionale olimpica jugoslava · Calcio ai Giochi Olimpici Estivi 1956 1 Radenković · 2 Koščak · 3 Radović · 4 Krstić · 5 Šantek · 6 Radiljević · 7 Lipošinović · 8 Mujić · 9 Papec · 10 Veselinović · 11 Šekularac · 12 Vidinić · 13 Biogradlić · 14 Popović · 15 Spajić · 16 Antić · 17 Vidošević · CT : Ćirić | Argento |                       |
| Nazionale olimpica jugoslava · Calcio ai Giochi Olimpici Estivi 1956 | |                       |
| 1 Radenković · 2 Koščak · 3 Radović · 4 Krstić · 5 Šantek · 6 Radiljević · 7 Lipošinović · 8 Mujić · 9 Papec · 10 Veselinović · 11 Šekularac · 12 Vidinić · 13 Biogradlić · 14 Popović · 15 Spajić · 16 Antić · 17 Vidošević · CT: Ćirić                                                                                 | 1 Radenković · 2 Koščak · 3 Radović · 4 Krstić · 5 Šantek · 6 Radiljević · 7 Lipošinović · 8 Mujić · 9 Papec · 10 Veselinović · 11 Šekularac · 12 Vidinić · 13 Biogradlić · 14 Popović · 15 Spajić · 16 Antić · 17 Vidošević · CT: Ćirić | Jugoslavia (bandiera) |

### Pallanuoto
| Atleta | Classifica |                       |
| --- | --- | --------------------- |
| V · D · M Nazionale maschile jugoslava di pallanuoto · Giochi olimpici - Melbourne 1956 Amšel · Cipci · Franjković · Ivković · Ježić · Kačić · Kovačić · Radonjić · Žužej · Štakula · Vuksanović · CT : - | Argento |                       |
| Nazionale maschile jugoslava di pallanuoto · Giochi olimpici - Melbourne 1956 | |                       |
| Amšel · Cipci · Franjković · Ivković · Ježić · Kačić · Kovačić · Radonjić · Žužej · Štakula · Vuksanović · CT: -                                                                                          | Amšel · Cipci · Franjković · Ivković · Ježić · Kačić · Kovačić · Radonjić · Žužej · Štakula · Vuksanović · CT: - | Jugoslavia (bandiera) |